# Destiladera

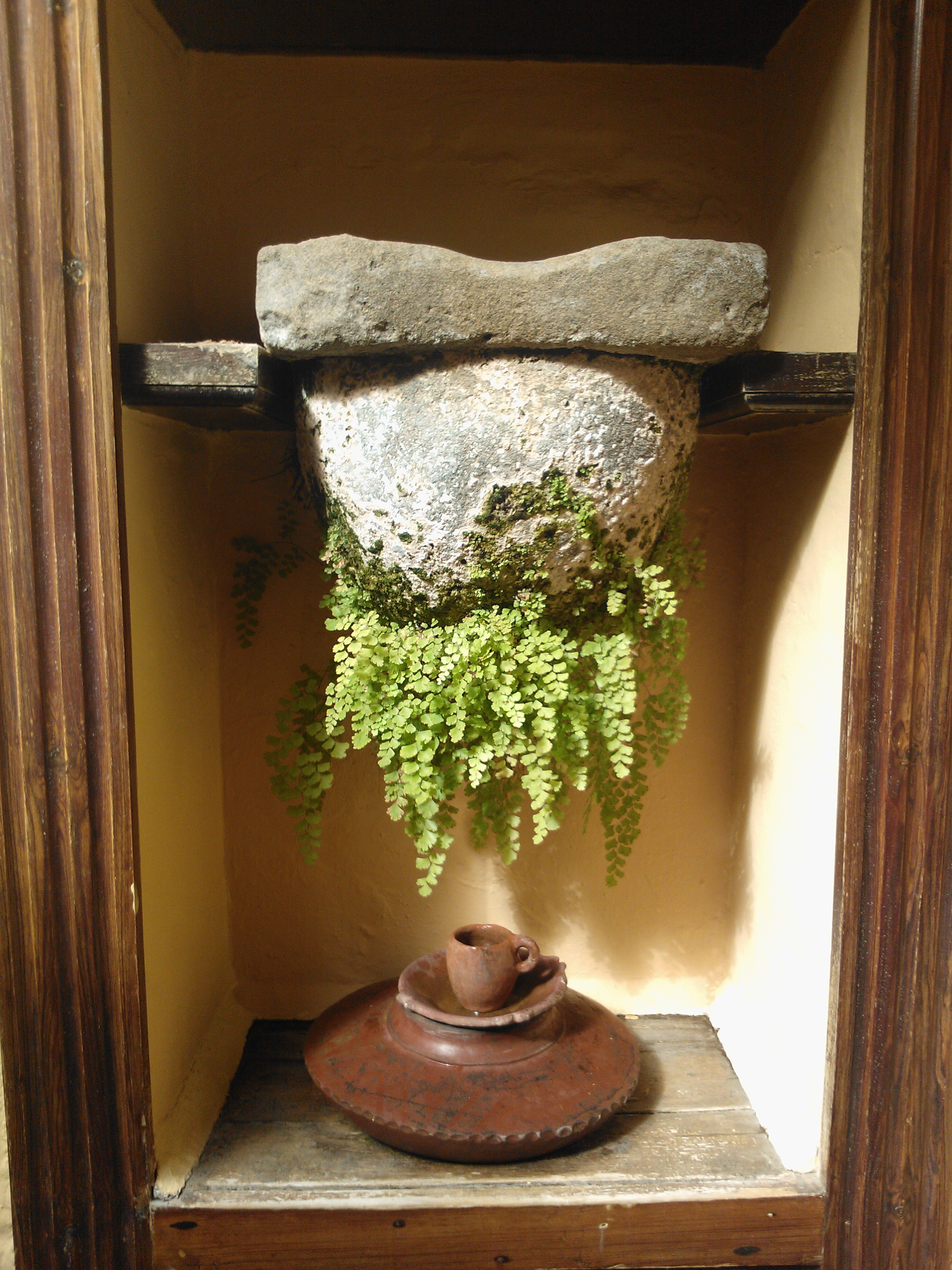
Destiladera canaria. Casa-Museo Pérez Galdós, Las Palmas de Gran Canaria.

Destiladera, pila o "piedra de destilar", es un gran recipiente de piedra arenisca porosa y forma semiesférica, que hace de filtro para el agua de lluvia recogida, convirtiéndola en agua potable. Con tal nombre se conoce este ingenio en las islas Canarias e Hispanoamérica, usándose indistintamente para denominar la pila o el conjunto en el que se integra.

## Origen
Siguiendo recursos culturales de origen púnico y técnicas ancestrales conservadas en pleno siglo XXI en el Magreb norteafricano, las sociedades rurales canarias han utilizado hasta el tercer cuarto del siglo XX las mismas técnicas primitivas para filtrar el agua de lluvia.  

### Funcionamiento
Por un proceso de decantación muy elemental, la piedra porosa (no necesariamente volcánica, aunque en Canarias es muy abundante) va filtrando o rezumando gota a gota el agua. El recipiente que se coloca debajo de la destiladera para ir recogiendo y conservar el agua fresca suele ser una talla, vasija grande y panzuda, típica del archipiélago y de claro origen africano. Según las zonas, la "talla" puede ser sustituida por un bernegal, o tomar su nombre. Una vez llena, se tapa la "talla" con un plato, sobre el que se coloca un vaso, taza o jarrito para servir y beber el agua filtrada.

### Infraestructura
El emplazamiento de la piedra de destilar requiere una sencilla infraestructura que, trabada en la pestaña de que dispone el ingenio, permita mantenerla alzada sobre el recipiente de recogida. La infraestructura más primitiva es una hornacina u oquedad hecha en la pared o muro de la vivienda. También existen muebles de distinta calidad artesanal que permiten transportar la destiladera a diferentes emplazamientos de la vivienda, patio, etc.